# 陰鬱な美青年
『陰鬱な美青年』（いんうつなびせいねん、英語：A Dark Stranger、フランス語: Un beau ténébreux) は、1945年に出版されたジュリアン・グラックの二作目の長編小説。

## 出版背景
第二次世界大戦に従軍したグラックは、1940年から翌年にかけて、ドイツ軍の捕虜となり、シレジアの収容所に収容されていた。その間、空腹に悩まされつつ『陰鬱な美青年』を構想したという。結核の疑いなどもあり釈放されたグラックは、フランスに帰還後、本格的な執筆を開始した。1945年、フランスが解放された後に、ジョゼ・コルティから出版された。 

## あらすじ
夏のブルターニュの海辺のホテル。語り手ジェラールは、ランボーの熱心な研究者で、ヴァカンスを過ごしにホテルを訪れていた。同様にホテルで過ごす若い男女の間で、閉鎖的かつ複雑な人間関係が形成されていく。そこに、死に取り憑かれた謎めいた美青年アランが現れ、ホテルの人間関係は微妙に変化を見せ始める。やがて秋になるころ、ホテルでは仮面舞踏会が催される。その直後、アランは自死を遂げるのだった。